# Liste der Monuments historiques in Savigny-le-Sec
Die Liste der Monuments historiques in Savigny-le-Sec führt die Monuments historiques in der französischen Gemeinde Savigny-le-Sec auf.

## Liste der Objekte
| Bezeichnung | Beschreibung          | Standort                                      | Kennzeichnung | Schutzstatus | Datum | Bild |
| ----------- | --------------------- | --------------------------------------------- | ------------- | ------------ | ----- | ---- |
| Glocke      | Bronze, 1777 gegossen | in der Kirche St-Gervais-et-St-Protais (Lage) | PM21002179    | Classé       | 1943  |      |